# Serie B 1994-1995 (calcio femminile)
L'edizione 1994-1995 è stata la ventiseiesima edizione del campionato di Serie B femminile italiana di calcio.

## Stagione

### Novità
L'Ambrosiana è stata riammessa in Serie B a completamento organici. L'"U.S. Aurora Mediglia" si è fusa con l'"A.C.F. Milan 82 Salvarani" (retrocesso dalla Serie A) nell'"A.C.F. Paros".
Variazioni prima dell'inizio del campionato:
società che hanno rinunciato al campionato di Serie B per iscriversi alla Serie C regionale:
- "A.C.F. Alessandria" (8ª nel girone A della Serie B),
- "A.S. C.F. Carignano Terme" (10ª nel girone B della Serie B),
- "A.S. Persiceto F.C. C.F." (9ª nel girone A della Serie B),
- "A.S. Pordenone S.C. Albatros" (15ª in Serie A e retrocessa in Serie B),
- "A.C.F. Prato Sport" (5ª nel girone B della Serie B).

società che hanno rinunciato al campionato di Serie B (inattive):
- "Bologna C.F." (8ª in Serie A,
- "A.C.F. Carrara" (16ª in Serie A,
- "A.C.F. Napoli Chirico" (9ª in Serie A,
- "C.F. Valmontone" (4ª in Serie B.

### Formula
Vi hanno partecipato 30 squadre divise in due gironi. La prima classificata di ognuno dei due gironi viene promossa in Serie A. Le ultime tre classificate di ciascun girone vengono retrocesse nei rispettivi campionati regionale di Serie C.

## Girone A

### Squadre partecipanti
| Club                       | Città                | Stagione 1993-1994                |
| -------------------------- | -------------------- | --------------------------------- |
| A.C.F. Ambrosiana          | Milano Crescenzago   | 13º posto in Serie B/A            |
| A.C.F. Calendasco          | Calendasco           | 5º posto in Serie B/A             |
| A.S. Cascine Vica          | Rivoli               | in Serie C Piemonte-Valle d'Aosta |
| A.C.F. Cuneo               | Cuneo                | 10º posto in Serie B/A            |
| Pol. Flumini               | Quartu Sant'Elena    | 1º posto in Serie C Sardegna      |
| C.F. Germignaga            | Germignaga           | 2º posto in Serie B/A             |
| F.C.F. Juventus            | Torino               | in Serie C Piemonte-Valle d'Aosta |
| Pol. La Stalla Imola C.F.  | Imola                | 4º posto in Serie B/A             |
| A.C.F. Levante             | Chiavari             | 1º posto in Serie C Liguria       |
| A.C.F. Paros               | Milano               | 14º posto in Serie A              |
| C.F. Rivaltese             | Rivalta sul Mincio   | in Serie C Lombardia              |
| Real Saliceta C.F.         | Baggiovara di Modena | 6º posto in Serie B/A             |
| A.C.F. Sporting Segrate 92 | Segrate              | in Serie C Lombardia              |
| C.F. Trecate               | Trecate              | 3º posto in Serie B/A             |
| A.C.F. Zelarino Venezia    | Mestre               | 1º posto in Serie C Veneto        |
| U.S.C.F. Vittorio Veneto   | Vittorio Veneto      | 11º posto in Serie B/A            |

### Classifica finale
|  | Pos. | Squadra             | Pt | G  | V  | N  | P  | GF | GS  | DR  |
|  | ---- | ------------------- | -- | -- | -- | -- | -- | -- | --- | --- |
|  | 1.   | Cascine Vica        | 52 | 30 | 25 | 2  | 3  | 74 | 20  | +54 |
|  | 2.   | Ambrosiana          | 44 | 30 | 19 | 6  | 5  | 69 | 33  | +36 |
|  | 3.   | Real Saliceta       | 41 | 30 | 18 | 5  | 7  | 80 | 46  | +34 |
|  | 4.   | La Stalla Imola     | 39 | 30 | 15 | 9  | 6  | 81 | 43  | +38 |
|  | 5.   | Paros Milano        | 38 | 30 | 15 | 8  | 7  | 48 | 35  | +13 |
|  | 6.   | Trecate             | 35 | 30 | 14 | 7  | 9  | 48 | 33  | +15 |
|  | 7.   | Flumini             | 33 | 30 | 14 | 5  | 11 | 57 | 50  | +7  |
|  | 8.   | Zelarino Venezia    | 29 | 30 | 8  | 13 | 9  | 30 | 34  | -4  |
|  | 9.   | Calendasco          | 28 | 30 | 10 | 8  | 12 | 61 | 57  | +4  |
|  | 10.  | Germignaga          | 27 | 30 | 11 | 5  | 14 | 57 | 74  | -17 |
|  | 11.  | Sporting Segrate 92 | 26 | 30 | 11 | 4  | 15 | 29 | 27  | +2  |
|  | 12.  | Cuneo               | 23 | 30 | 9  | 5  | 16 | 44 | 56  | -12 |
|  | 12.  | Vittorio Veneto     | 23 | 30 | 6  | 11 | 13 | 50 | 63  | -13 |
|  | 14.  | Juventus            | 17 | 30 | 6  | 5  | 19 | 53 | 103 | -50 |
|  | 15.  | Levante             | 16 | 30 | 4  | 8  | 18 | 25 | 54  | -29 |
|  | 16.  | Rivaltese           | 9  | 30 | 1  | 7  | 22 | 27 | 105 | -78 |

Legenda:
      Promossa in Serie A
      Retrocessa in Serie C
Note:
Due punti a vittoria, uno a pareggio, zero a sconfitta.
Il Germignaga e il Cuneo non si sono successivamente iscritti alla Serie B 1995-1996.

## Girone B

### Squadre partecipanti
| Club                             | Città                    | Stagione 1993-1994           |
| -------------------------------- | ------------------------ | ---------------------------- |
| Pol. Autoscuola Puccio           | Palermo                  | in Serie C Sicilia           |
| A.S.Pol. Belvedere               | Belvedere Marittimo      | 1º posto in Serie C Calabria |
| Edil Mancini Fasano C.F.         | Fasano                   | in Serie C Puglia            |
| A.S. Fiamma Roma                 | Roma                     | 8º posto in Serie B/B        |
| U.S. Frosinone                   | Frosinone                | in Serie C Lazio             |
| A.C.F. Graf 3 Roma XII           | Roma                     | in Serie C Lazio             |
| S.S. Ideal Club Incisa           | Incisa in Val d'Arno     | 9º posto in Serie B/B        |
| A.S. Martina Franca              | Martina Franca           | in Serie C Puglia            |
| A.C.F. Perugia                   | Perugia                  | 3º posto in Serie B/B        |
| Picenum C.F.                     | San Benedetto del Tronto | 9º posto in Serie B/B        |
| A.C.F. Salernitana Montelladomus | Salerno                  | 5º posto in Serie B/B        |
| A.C.F. Sant'Alessio              | Carignano di Lucca       | 5º posto in Serie B/B        |
| A.C.F. Sporting Sorrento         | Sorrento                 | 1º posto in Serie C Campania |
| A.C. Trappitello                 | Trappitello              | in Serie C Sicilia           |

### Classifica finale
|  | Pos. | Squadra                   | Pt | G  | V  | N  | P  | GF | GS | DR  |
|  | ---- | ------------------------- | -- | -- | -- | -- | -- | -- | -- | --- |
|  | 1.   | Picenum                   | 42 | 26 | 19 | 4  | 3  | 60 | 26 | +34 |
|  | 2.   | ACF Perugia               | 40 | 26 | 18 | 4  | 4  | 61 | 25 | +36 |
|  | 3.   | Ideal Club Incisa         | 33 | 26 | 15 | 3  | 8  | 42 | 25 | +17 |
|  | 4.   | Sporting Sorrento         | 32 | 26 | 11 | 10 | 5  | 28 | 20 | +8  |
|  | 5.   | Fiamma Roma               | 29 | 26 | 10 | 9  | 7  | 53 | 34 | +19 |
|  | 5.   | Sant'Alessio              | 29 | 26 | 12 | 5  | 9  | 53 | 41 | +12 |
|  | 7.   | Frosinone (-1)            | 25 | 26 | 10 | 6  | 10 | 33 | 40 | -7  |
|  | 8.   | Edil Mancini Fasano       | 24 | 26 | 9  | 6  | 11 | 42 | 47 | -5  |
|  | 9.   | Graf 3 Roma XII           | 22 | 26 | 8  | 6  | 12 | 41 | 48 | -7  |
|  | 10.  | Belvedere                 | 20 | 26 | 5  | 10 | 11 | 53 | 65 | -12 |
|  | 10.  | Martina Franca            | 20 | 26 | 6  | 8  | 12 | 33 | 51 | -18 |
|  | 12.  | Salernitana Montelladomus | 18 | 26 | 8  | 6  | 14 | 26 | 45 | -19 |
|  | 13.  | Trappitello               | 17 | 26 | 7  | 3  | 16 | 26 | 46 | -20 |
|  | 14.  | Autoscuola Puccio         | 12 | 26 | 5  | 2  | 19 | 42 | 80 | -38 |

Legenda:
      Promossa in Serie A
      Retrocessa in Serie C
Note:
Due punti a vittoria, uno a pareggio, zero a sconfitta.
Il Frosinone è stato penalizzato di 1 punto per una rinuncia.
Il Perugia è stato successivamente ammesso in Serie A 1995-1996 a completamento organici.
Il Germignaga e il Cuneo non si sono successivamente iscritti alla Serie B 1995-1996.

## Verdetti finali
- Cascine Vica e Picenum promossi in Serie A.
- Juventus, Levante, Rivaltese, Salernitana Montelladomus, Trappitello e Autoscuola Puccio retrocessi nei rispettivi campionati regionali di Serie C.